# Denys Gaith
Denys Gaith auch Dionysios Geith BC (* 19. März 1910 in  Yabroud (Syrien); † 22. März 1986) war Erzbischof der Melkitischen Griechisch-Katholischen Kirche von Homs in Syrien.

## Leben
Denys Gaith wurde am 8. September 1937 zum Ordenspriester der Basilianer vom Heiligen Johannes dem Täufer (Ordenskürzel: BC) geweiht. Die Bischofsversammlung der Melkitischen Griechisch-Katholischen Kirche wählte ihn am 19. August 1971 zum Nachfolger von Jean Bassoul als Erzbischof von Homs. Erzbischof Maximos V. Hakim und die  Mitkonsekratoren Erzbischof Athanase Ach-Chaer BC und Erzbischof Nicolas Hajj  SDS spendeten ihm am 12. September 1971 die Bischofsweihe. Er amtierte bis zu seinem Tod, sein Nachfolger wurde Abraham Nehmé.